# Eleições presidenciais na Moldávia em maio de 2009
Eleições presidenciais indiretas foram realizadas na Moldávia em dois turnos, o primeiro turno em 20 de maio de 2009 e o segundo turno em 3 de junho de 2009, após as eleições parlamentares.

## Resultados

### Primeiro turno
| Partido      | Partido                                         | Candidato         | Votos | Votos (%) |
| ------------ | ----------------------------------------------- | ----------------- | ----- | --------- |
|              | Partido dos Comunistas da República da Moldávia | Zinaida Greceanîi | 60    | 100%      |
|              | Partido dos Comunistas da República da Moldávia | Stanislav Groppa  | 0     | 0%        |
| Totais       | Totais                                          | Totais            | 60    |           |
| Participação | Participação                                    | Participação      | 60    | 60%       |

### Segundo turno
| Partido      | Partido                                         | Candidato         | Votos | Votos (%) |
| ------------ | ----------------------------------------------- | ----------------- | ----- | --------- |
|              | Partido dos Comunistas da República da Moldávia | Zinaida Greceanîi | 60    | 100%      |
|              | Partido dos Comunistas da República da Moldávia | Andrei Neguţă     | 0     | 0%        |
| Totais       | Totais                                          | Totais            | 60    |           |
| Participação | Participação                                    | Participação      | 60    | 60%       |